# 曽根幸明
曽根 幸明（そね こうめい、1933年12月28日 - 2017年4月20日）は日本の作曲家、アレンジャー。
妻は女優・歌手の太田きよみ、娘はシンガーソングライターの曽根由希江。

## 人物
東京都世田谷区出身。日本大学文学部中退。「藤田功」の名で歌手・俳優活動の後、本名の「曽根幸明」で作曲家としての活動を始める（「曽根康明」名義で手掛けた楽曲も存在する）。
主に1960-70年代に活躍。
自作曲としては勝新太郎の「座頭市子守唄」や「いつかどこかで」（細川たかしも歌唱）、山川豊の「流氷子守歌」、森進一の「銀座の女」、藤圭子、園まりらの「夢は夜ひらく」（練馬少年鑑別所で唱われていた俗曲を補作したもの）、藤圭子「命預けます（編曲）」「恋仁義」「知らない町で」などが代表作である。
また、『夢は夜ひらく』は「藤田功」名義で自らも歌っている。
他にも『象印スターものまね大合戦』など、1980年代にかけて審査員等としてテレビ番組にも登場し、親しみやすいキャラクターで人気を博した。特にアール・エフ・ラジオ日本では昼の歌謡ワイド番組を中心に様々な番組を担当し、同局の顔として活躍していた。
病気治療などのため一線を退いたものの、晩年まで創作活動を続けていた。
作曲家の中本直樹は最後の弟子である。
2017年4月20日、肺炎のため東京都中野区の病院で死去。83歳没。

## 主な出演作

### 映画
藤田功 名義
- 命との対決（1960年3月、松竹）：ジプシーの政
- 今夜の恋に生きるんだ（1960年4月、日活）：藤川功　/同名曲も歌唱
- 借りは返すぜ（1960年9月、日活）：梅田浩
- 続　男の紋章（1963年11月、日活）：純平
- 男の紋章　風雲双つ竜（1963年12月、日活）：純平
- バラケツ勝負（1965年2月、東映）：山田友三

### テレビ番組
- 新伍のお待ちどおさま（TBSテレビ系）
- ENKA TV（テレビ朝日）
- タモリ倶楽部（テレビ朝日系）- ジ・イントロナシニナル解説
- 千葉テレビカラオケ大賞 - 審査委員長（1982年-2001年　千葉テレビ放送）
- 群馬テレビカラオケ大賞（群馬テレビ）- 審査委員長

### ラジオ番組
- 曽根幸明のラジオ面白夕刊（アール・エフ・ラジオ日本）
- ソネコーのミュージックパートナー（アール・エフ・ラジオ日本）
- ソネコーの歌謡娯楽版→ポップス談話室（アール・エフ・ラジオ日本）

## 著書
- 『つっぱり芸人道 /おたまじゃくしが泣いている』ベストセラーズ、1985年2月。ISBN 4584005710。
- 『曽根幸明の昭和芸能放浪記 / 昭和の夢は夜ひらく』廣済堂、2007年7月。ISBN 9784331512364。